# Luciano Ligabue
Luciano Ligabue est un chanteur de pop italien, mais aussi un réalisateur, scénariste et écrivain né le 13 mars 1960 à Correggio (Italie).

## Biographie
Depuis tout petit, Luciano Ligabue aimait la musique, et à seize ans, il se voit offrir une guitare par son père. Dès cet âge, il commence à écrire des chansons, dont quelques-unes ont été publiées et beaucoup d'autres n'ont jamais vu le jour. La première chanson que Ligabue a écrite s'intitulait Cento Lampioni, et parlait d'une prostituée, de ses rêves et ses espérances. Parallèlement à ça, il fit durant longtemps de nombreux petits boulots.
En février 1987, d'après l'idée de Claudio Maioli, un ami qui travaillera avec lui plus tard, Luciano Ligabue fait son premier concert avec un petit groupe, les "Orazero". En juillet 1988, avec son groupe, Ligabue gagne un concours régional, le "Terremoto Rock", et gagne le droit de sortir son premier 45 tours, qui contenait les deux titres Anime in Plexiglass et Bar Mario. Aujourd'hui il reste seulement quelques exemplaires de ce 45 tours, dans des collections privées. Ligabue se séparera des "Orazero" en 1989, et en décembre de la même année, il enregistrera son premier album solo, intitulé tout simplement Ligabue, comprenant la plupart des chansons chantées avec les "Orazero". Le disque sera 5 fois disque de platine. Grâce à la chanson Balliamo sul mondo, il gagne le "Festivalbar 1990" catégorie jeunes. En novembre 1990, il commence le "Neverending Tour", une tournée de près de 300 concerts.
Au mois de septembre 1991, il sort son deuxième album, "Lambrusco, Coltelli, Rose e Pop-Corn", également 5 fois disque de platine. Il continue son "Neverending Tour" avec la version "Lambrusco" et enregistre son troisième album durant l'automne 1992. "Sopravvissuti e Sopravviventi", quatre fois disque de platine, sort en janvier 1993, et continue le "Neverending Tour" avec la nouvelle version. En juillet de la même année, il fait la première partie des concerts de U2 à Turin et à Naples.
En octobre 1994, il sort "A Che Ora E La Fine Del Mondo?" (3 fois disque de platine), réalisé avec différents groupes. En février 1995, il entreprend un mini-tour en Suisse, et avec ses nouveaux musiciens, il commence la pré-production de son nouvel album "Buon Compleanno Elvis", qui sort le 22 septembre 1995, et Luciano Ligabue devient directement premier dans les classements de ventes pour la première fois. En novembre il commence la tournée "Buon Compleanno Elvis", dont presque la totalité des concerts étaient complets. En 1996, l'album dépassa le million de copies vendues (10 fois disque de platine), 70 semaines dans le top 50, gagna le prix IFPI (disque de platine en Europe), le festival Tenco ("Certe Notti" meilleure chanson de l'année), le prix spécial Festivalbar et 3 prix dans la première édition du Prix de la Musique Italienne : Meilleur disque, Meilleur chanteur de l'année, meilleure chanson (pour "Certe Notti").
Son premier concert enregistré sur support CD sort en 1997, intitulé "Su e Giù da un Palco". La même année, il écrit un recueil de 43 nouvelles, "Fuori e dentro il borgo", qui eut un grand succès critique et public. Il reçut grâce à ce livre le prix Elsa Morante et le prix Città di Fiesole. En hiver 1997, il commence à écrire un scénario pour le cinéma, tiré d'une des nouvelles de son recueil. En 1998 il accepte même d'être le réalisateur du film, et en mai 1998, il commence le tournage de "Radiofreccia". Six mois de plein travail pour Luciano Ligabue entre la réalisation, le montage, la bande originale du film. Il fut présenté hors concours au festival de Venise et obtint un grand succès, et également dans les salles. Le film recevra également les récompenses les plus prestigieuses du cinéma italien : trois David di Donatello, deux Nastri d'Argento, un Globo d'Oro, et trois Ciak d'Oro. La bande originale du film sera trois fois disque de platine, et contient un CD avec les chansons de Ligabue, et un autre avec les chansons classiques des années 1970 avec notamment David Bowie, Lou Reed ou encore Iggy Pop.
Il commence l'enregistrement de son nouvel album "Miss Mondo" en mars 1999. Avant la sortie du disque, il enregistre Il Mio Nome E Mai Più avec Jovanotti et Piero Pelù, une chanson contre les 52 guerres qui avaient lieu dans le monde à l'époque. Le single fut dix fois disque de platine, et les quelques milliards de lires récoltés ont été faits comme don à une association.
Entre le 22 octobre et le 23 décembre, Ligabue entreprend la tournée "Miss Mondo". En 2000, il fait une série de 20 concerts pour ses 10 ans de carrière solo, qui eut un énorme succès. "Certe Notti" fut primée comme meilleure chanson des années 1990.En 2001, à la première édition des Italian Music Awards, il reçoit le prix de la meilleure tournée de l'année 2000. La même année, il entreprend l'écriture d'un deuxième scénario pour le deuxième film qu'il réalisera, "Da Zero a Dieci", et qui sortira en 2002. Le film aura une nouvelle fois un bon succès et sera même présenté hors concours à Cannes.
Le 26 avril 2002 il sort son disque Fuori Come Va?. Un album qui rencontrera un grand succès tant auprès de la critique musicale qu'en termes de vente. Cette année-là, Ligabue gagne le FestivalBar 2002.
L'année suivante, il fait une série de deux concerts par ville, un premier en acoustique, un second dans un stade. Le tour "Giro d'Italia" dans lequel il chante ses grands succès ainsi que ses nouvelles chansons, eut un succès phénoménal.
Il écrit son premier roman La neve se ne frega en 2004 et fut très vite classé parmi les romans les plus vendus. 
Le 10 septembre 2005, après quasiment deux ans et demi d'absence sur scène et pour fêter ses quinze ans d'activité, il se produit à l'aéroport de Campovolo (Reggio d'Émilie-Italie) devant quasiment 180 000 personnes. Un concert de quatre heures sur quatre scènes différentes où il chante accompagné des groupes « La Banda » et « Clan Destino ». Ce concert a atteint le record européen pour les billets vendus dans un concert par un seul artiste: 165264 (données officielles SIAE), a été le premier dans le monde par nombre de billets vendus dans un seul concert en 2005 (selon le classement du magazine américain Pollstar) et au deuxième concert Campovolo (2011), tous ses albums sont retournés dans les cent premières places de FIMI.
Il enregistre puis sort Nome e Cognome, son huitième album le 16 septembre 2005 qui rencontre lui aussi un immense succès grâce entre autres à des titres comme « Il giorno dei giorni », « Le donne lo sanno » et « L'amore conta ».
Le 7 février 2006 commence son nouveau tour qui le fera se produire successivement - en février dans les clubs - en mars dans les palais des sports -en été dans les stades et pour finir en octobre, dans les théâtres.
Ce tour 2006 sera conclu par la sortie de Nome e cognome tour 2006 un coffret de 5 Dvd.
En 2007, sort la première partie de sa compilation, Primo Tempo, dans lequel se trouve une chanson inédite, « Niente Paura ». La seconde partie de cette compilation, « Secondo Tempo », sort en 2008.

Campovolo 2015
Le 19 septembre 2015 pour fêter ses 25 ans de carrière, Ligabue organise le troisième concert Campovolo à Reggio d'Émilie. 
150 000 fans étaient présents pour fêter avec lui cet anniversaire. 
Pour cette occasion, un véritable village a été construit temporairement avec une zone pour les campers et une rue principale :la "Liga Street", qui regroupait 24 rassemblement/bar, un cinéma en plein air, une grande tente avec toute l'histoire de la production des albums Ligabue, Buon Compleanno Elvis et Giro del Mondo, bureaux de tabac, pharmacies, points pour rechargement des mobiles etc
Pour permettre la sonorisation du concert, il a été mis en place une installation d'environ 2 millions de watts (première fois en Italie).
Un écran géant de 780 m2 surplombait la scène de 700 m2. Le spectacle, divisé en trois sets , a vu Ligabue jouer pendant trois heures et demie avec les groupes qui l'ont accompagné pendant ces 25 ans : ClanDestino, La Banda et Il Gruppo avec son guitariste fétiche Federico Poggipollini.

Liga Rock Park e Made in Italy (2016)
En 2016 Ligabue annonce un concert le 24 septembre (auquel sera ajouté la date du 25 septembre)dans le parc de Monza.
L’évènement nommé "Liga Rock Park" entend ainsi reproduire l'expérience de Campovolo à l'occasion des 25 ans d'une des chansons les plus aimées de Ligabue :Urlando contro il cielo.
Durant ce "Liga Rock Park", sont présentés pour la première fois en Live 4 titres inédits extraits de son nouvel album : G come giungla, La vita facile, Dottoressa e Ho fatto in tempo ad avere un futuro.
Le 2 septembre 2016 sort le single "G come giungla" accompagné d'un clip vidéo du même nom.
Single qui précède la sortie de son nouvel album "Made in Italy" le 18 novembre 2016.
Le 11 novembre sort le second single :"Made in Italy".

Tour 2017
Le 6 octobre sont annoncées les premières date du "Made in Italy Tour" que Ligabue tiendra en 2017 en se produisant dans les palais des sports italiens.
Ce tour aura deux dates hors Italie, une date à Bruxelles en Belgique ainsi qu'une date à Lugano en Suisse.

## Discographie
- 1990 : Ligabue
- 1991 : Lambrusco, Coltelli, Rose e Popcorn
- 1993 : Sopravvissuti e Sopravviventi
- 1994 : A Che Ora è La Fine Del Mondo
- 1995 : Buon Compleanno Elvis
- 1997 : Su e Giù Da Un Palco (Live)
- 1998 : Radiofreccia (Bande Originale du film)
- 1999 : Miss Mondo
- 2002 : Fuori Come Va?
- 2003 : Giro d'Italia (Live)
- 2005 : Nome e Cognome
- 2007 : Primo Tempo
- 2008 : Secondo Tempo
- 2009 : Sette notti in arena (Live cd + dvd)
- 2010 : Arrivederci, mostro!
- 2013 : Mondovisione

- 2015 : Giro del Mondo
- 2016 : Made in Italy
- 2019 : Start
- 2020 : 7
- 2020 : 77 + 7

## Filmographie
- 1998 : Radiofreccia
- 2002 : Da Zero A Dieci
- 2018 : Made in Italy

## Vidéographie
Concerts live
- 1991 : Lambrusco, Coltelli, Rose e Popcorn
- 1996 : Un Anno Con Elvis
- 1997 : Ligabue a San-Siro : Il Meglio Del Concerto
- 1997 : Ligabue a San-Siro : Tutto il Concerto
- 2000 : Ligabue in Arena
- 2003 : Fuori Come Va?
- 2005 : Campovolo
- 2006 : Nome e Cognome Tour : 4 DVD live : Milan (Club Alcatraz et San Siro), Turin (Palasport), Florence (Teatro)